# Khouzama
Khouzama  (in arabo خزامة‎?) è un centro abitato e comune rurale del Marocco situato nella provincia di Ouarzazate, regione di Drâa-Tafilalet. Conta una popolazione di 7 488 abitanti (censimento 2014).